# Hipogeu de Ħal-Saflieni

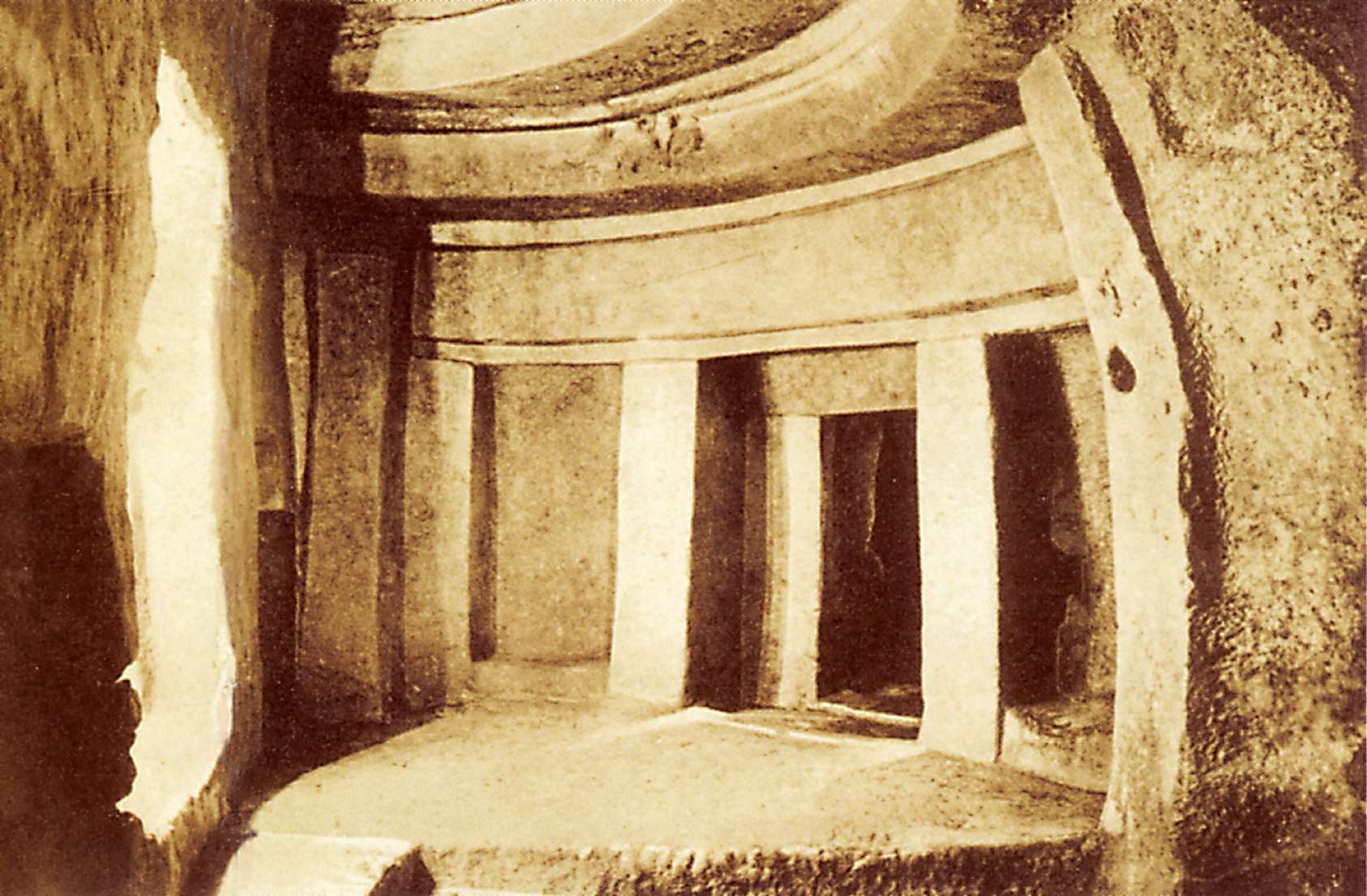
Fotografia de l'hipogeu per Richard Ellis abans del 1910

L'hipogeu de Ħal-Saflieni és l'únic temple subterrani prehistòric conegut; va ser excavat cap al 2500 aC. Es considera que la seva primera funció va ser la de santuari i que ulteriorment, però encara en temps prehistòric, va esdevenir una necròpoli. Està situat en l'extrem del municipi de Paola, en el sud-est de l'illa de Malta. Les seves coordenades són 35° 52′ 12″ N, 14° 30′ 23″ E / 35.87000°N,14.50639°E. Va ser declarat Patrimoni de la Humanitat per la Unesco el 1980.
L'hipogeu de Ħal-Saflieni va ser descobert per accident, el 1902, durant les obres de construcció d'unes cisternes. Les primeres excavacions van estar dirigides pel pare Manuel Magri, de la Companyia de Jesús. Després de la mort de Magri el 1907, l'arqueòleg Themistocles Zammit va prendre'n el relleu. Entre 1992 i 1996 se'n van realitzar treballs de restauració.

## Estructura de l'hipogeu
L'hipogeu està configurat en tres nivells:

### Primer nivell
És molt similar a les tombes de Xemxija, també a Malta. Es tracta de la part més antiga de l'hipogeu; es compon de diverses coves naturals ampliades artificialment, a uns deu metres sota el nivell del sòl.

### Segon nivell
En aquest nivell el treball de la pedra és més refinat. Entre les sales destaquen la Principal, la de l'Oracle, i el Sancta Sanctorum.

#### La sala Principal

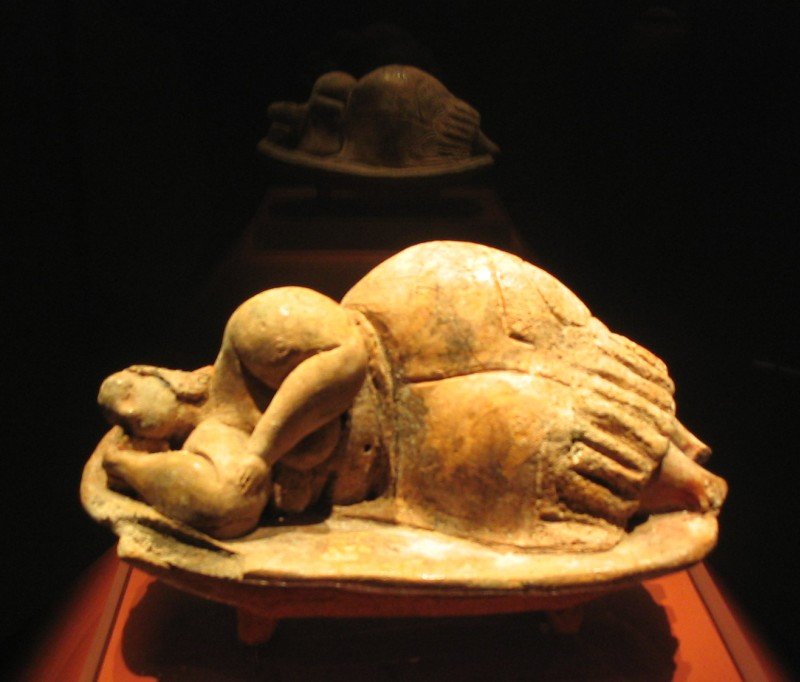
Sleeping Lady, Museu Arqueològic, La Valleta, Malta

Aquesta sala circular està excavada en la roca. Té diverses entrades en forma de trílit; algunes són cegues i unes altres condueixen a diferents sales. El color predominant hi és l'ocre vermell. En aquesta sala es va trobar l'estatueta de la dona dorment (Sleeping Lady), que es conserva en el Museu Arqueològic de la Valleta.

#### La sala de l'Oracle
La sala de l'Oracle té forma aproximadament rectangular. És una de les més petites i es caracteritza per produir un fort ressò només amb les veus masculines. El sostre està decorat amb espirals i cercles d'ocre vermell.

#### La sala Decorada
És una espaiosa sala circular de parets llises i inclinades, profusament decorades amb dibuixos geomètrics. A la dreta de l'entrada hi ha una mà excavada en la roca.

#### El pou de les Serps
És un pou de dos metres de profunditat que es va usar per a guardar serps o per a recol·lectar almoines.

#### ElSancta Sanctorum
Es caracteritza per una entrada emmarcada per tres trilitons encaixats uns en uns altres.

### Tercer nivell
El nivell inferior era probablement un magatzem de gra.

## Turisme
L'oficina encarregada del patrimoni maltès ha restringit l'accés a l'hipogeu a 80 persones al dia, per la qual cosa es recomana reservar amb antelació. És aconsellable fer-ho almenys cinc setmanes abans, sobretot en temporada alta.